# Albán Irodalmi Bizottság
Az Albán Irodalmi Bizottság (korabeli albán nevén Komisija Letrare Shqype) 1916 és 1917 között shkodrai székhellyel működött albán közművelődési egyesület volt. A társaság az 1916 elejétől az Osztrák–Magyar Monarchia megszállása alatt álló Észak-Albániában jött létre a Monarchia támogatásával, valamint a polgári közigazgatás feje, August Kral kezdeményezésére. Az alapító ülésre 1916. szeptember 1-jén került sor Shkodrában, a tagok közé tartozott Luigj Gurakuqi, Gjergj Fishta, Ndre Mjeda, Mati Logoreci, Hilë Mosi, Sotir Peci, Gjergj Pekmezi, Aleksandër Xhuvani és az osztrák Maximilian Lambertz.
A társaság fő célkitűzései az irodalmi nyelv kialakítása, az albán nyelv helyesírásának szabályozása, valamint albán nyelvű iskolai tankönyvek kiadásának segítése volt. A társaság tagjai némi vitát követően abban egyeztek meg, hogy az irodalmi nyelv és a normalizált helyesírás alapjául a közép-albániai Elbasan dialektusát javasolják. A döntés szembement a társaság egyik vezető alakja, az észak-albániai geg nyelvi változatban alkotó költő, ferences szerzetes Fishta akaratával. A tényleges munkára, az irodalmi nyelv alapjainak kialakítására a bizottságnak már nem jutott ideje.
A társaság jelentős eredménye volt az első albániai közkönyvtár létesítése Shkodrában 1917. április 16-án, amely 1920-ban az ország új fővárosába, Tiranába került át, és az 1922-ben megalakult Nemzeti Könyvtár alapjául szolgált.